# Bradypterus seebohmi
Felosa-cinzenta ou felosa-cinzenta-de-madagáscar (Bradypterus seebohmi) é uma espécie de ave da família Sylviidae.
Pode ser encontrada nos seguintes países:  Butão, China, Hong Kong, Índia, Indonésia, Laos, Myanmar, Filipinas, Tailândia e Vietnam.